# Vibrante múltiple alveolar sonora
La vibrante múltiple alveolar sonora o vibrante alveolar sonora (escucharⓘ) es un tipo de sonido consonántico presente en algunas lenguas, como es el caso del español. En este idioma se pronuncian como vibrantes múltiples alveolares sonoras la <r> en posición inicial, después de /n/ o /l/, y el dígrafo <rr> en posición intervocálica. Es una consonante líquida, es decir, puede formar sílaba con otra consonante anterior y una vocal posterior. El símbolo en el Alfabeto Fonético Internacional que representa las consonantes vibrantes múltiples, sea su punto de articulación dental, alveolar o postalveolar es [r] y el equivalente en X-SAMPA es r.
En la mayoría de las lenguas indoeuropeas este sonido es, al menos a veces, alófono de la vibrante simple alveolar [ɾ] (en español en pero), especialmente en posición átona. Algunas excepciones son el propio español, el catalán, el gallego y el albanés, que los tratan como fonemas diferenciados.
La gente que tiene anquiloglosia puede tener dificultades con la articulación de este sonido.

## Ejemplos

Esta consonante se pronuncia mediante un rápido contacto oclusivo de la punta de la lengua en la zona alveolar (en la imagen marcada con un 4).

| Idioma | Idioma | Palabra    | IPA                  | Significado |
| --- | --- | ---------- | -------------------- | ----------- |
| Abjaso | Abjaso | ашəара     | [aʃʷara]             | 'medida'    |
| Afrikáans | Afrikáans | rooi       | [rɔɪ]                | 'rojo'      |
| Albanés | Albanés | rrush      | [ruʃ]                | 'uva'       |
| Alemán | dialectos del sur (Baviera, Austria, Suiza) | Rot        | [roːt]               | 'rojo'      |
| Árabe | Árabe | رأس        | [rɑʔs]               | 'cabeza'    |
| Catalán-valenciano | Catalán-valenciano | esborrar   | [əzbuˈra], [azboˈra] | 'borrar'    |
| Checo | Checo | chlor      | [xlɔ̝ːr]              | 'cloro'     |
| Croata | Croata | tri        | [tri]                | 'tres'      |
| Neerlandés | Neerlandés | rood       | [roːt]               | 'rojo'      |
| Eslovaco | Eslovaco | ryba       | [riba]               | 'pez'       |
| Español | Español | perro      | [ˈpɛro̞]              | -           |
| Euskera | Euskera | errota     | [eˈrota]             | 'molino'    |
| Finlandés | Finlandés | purra      | [purːɑ]              | 'morder'    |
| Galés | Galés | Rhagfyr    | [ˈr̥aːgvɨr]           | 'diciembre' |
| Griego | Griego | νερό       | [ne̞ˈro̞]              | 'agua'      |
| Hindi | Hindi | घर         | [gʰər]               | 'casa'      |
| Húngaro | Húngaro | erdő       | [ɛrdøː]              | 'bosque'    |
| Inglés | dialecto escocés | curd       | [kʌrd]               | 'cuajada'   |
| Italiano | Italiano | terra      | [ˈtɛrra]             | 'tierra'    |
| Japonés | algunos dialectos, uso llamado makijita (巻き舌, lengua rodante) | 羅針rashin | [raɕĩɴ]              | 'brújula'   |
| Polaco | Polaco | krok       | [krɔk]ⓘ              | 'paso'      |
| Portugués (ciertos dialectos de Portugal -como el de Trás-os-Montes y Alto-Duero-, en la mayoría de los dialectos en África -como Mozambique y casi todo Angola-, Timor Oriental, Macao y ciertas zonas de Río Grande del Sur) | Portugués (ciertos dialectos de Portugal -como el de Trás-os-Montes y Alto-Duero-, en la mayoría de los dialectos en África -como Mozambique y casi todo Angola-, Timor Oriental, Macao y ciertas zonas de Río Grande del Sur) | carro      | [ˈkäru]              | 'coche'     |
| Rumano | Rumano | măr        | [mər]                | 'manzana'   |
| Ruso | Ruso | играть     | [ɪˈgr̠atʲ]            | 'jugar'     |
| Serbio | Serbio | рт / rt    | [r̩t]                 | 'cabo'      |
| Tayiko | Tayiko | арра       | [ʌrrʌ]               | 'sierra'    |

## Vibrante alveolar múltiple en español
El español consta de dos segmentos vibrantes contrastivos: la vibrante simple /ɾ/ y la vibrante múltiple /r/. Estos dos fonemas son contrastivos en posición intervocálica en posición interior de palabra (por ejemplo, caro ['kä.ɾo̞] vs. carro ['kä.ro̞]), así como también en posición inicial de palabra (por ejemplo, aroma [ä.ˈɾõ̞.mä] vs. a Roma [ä.ˈrõ̞.mä]). En el resto de contextos, estos fonemas se encuentran en distribución complementaria de la siguiente manera:
| Distribución de las vibrantes en español                        | Distribución de las vibrantes en español                                             |
| --------------------------------------------------------------- | ------------------------------------------------------------------------------------ |
| Hay contraste entre vibrante simple /ɾ/ y vibrante múltiple /r/ | Posición intervocálica Caro ['kä.ɾo̞] vs. Carro ['kä.ro̞]                              |
| Solamente vibrante múltiple /r/                                 | Posición inicial de palabra Rosa ['ro̞.sä]                                            |
| Solamente vibrante múltiple /r/                                 | Después de consonante heterosilábica Israel [is.rä.'e̞l]                              |
| Solamente vibrante simple /ɾ/                                   | Después de consonante tautosilábica Broma ['bɾõ̞.mä]                                  |
| Solamente vibrante simple /ɾ/                                   | Posición final de palabra antes de vocal Estar enojado [e̞s̪.'t̪äɾ e̞.no̞.'xä.d̪o̞]         |
| Vibrante variable (en general es vibrante simple [ɾ])           | Antes de consonante Parte ['pär.te̞] ~ ['päɾ.te̞]                                      |
| Vibrante variable (en general es vibrante simple [ɾ])           | Final de palabra antes de pausa Quiero comer ['kʲje̞.ɾo̞ kõ̞.'me̞r] ~ ['kʲje̞.ɾo̞ kõ̞.'me̞ɾ] |

Adicionalmente, la descripción estándar de la producción de la vibrante múltiple incluye dos o más oclusiones breves entre el ápice de la lengua y la cresta alveolar (i.e. oclusiones). La siguiente imagen muestra el contraste acústico entre la vibrante simple y la vibrante múltiple prototípica (es decir, con dos o más oclusiones) en español.
La imagen anterior muestra la distinción principal entre la vibrante simple (la palabra pero, a la izquierda de la imagen) y la vibrante múltiple (la palabra perro, a la derecha de la imagen) en español. La principal distinción entre estos dos sonidos es el número de oclusiones. La palabra pero muestra una única oclusión (visible en la reducción de la onda de sonido en el oscilograma, así como también en la barra vertical más clara en el espectrograma). En cambio, la palabra perro muestra cuatro oclusiones que se pueden observar también en la reducción de la onda de sonido, y en las barras verticales en el espectrograma.
A pesar de esta caracterización prototípica de la vibrante múltiple, hay varios estudios en el campo de la Sociolingüística Hispánica que han analizado su realización entre hablantes nativos de español en diferentes regiones del mundo que muestran que la realización prototípica de la vibrante múltiple (i.e. la producción con dos o más oclusiones) no siempre ocurre en el habla espontánea de los hablantes nativos. En cambio, una serie de variables tanto lingüísticas como extralingüísticas parecen desempeñar un papel significativo en su realización en diferentes partes del mundo hispanohablante.

## Consideraciones socioculturales
En algunos idiomas que carecen en condiciones normales de la consonante vibrante múltiple pueden darse apariciones de dicho fonema debido a motivos artísticos o socioculturales, como la afectada r roulé de Édith Piaf y Georges Brassens (si bien la articulación de esta no es alveolar y no es exactamente igual que la "rr" española). 
A pesar de la incorrecta creencia extendida por el cine, en alemán la vibrante múltiple alveolar sonora no es en absoluto habitual.
No obstante, esta pronunciación de la "r" se puso de moda en el mundo de la canción y el vodevil de los años 20 y 30 en todo el dominio lingüístico germano. El ejemplo más famoso es probablemente la canción "Lili Marleen" de Marlene Dietrich. Más recientemente, la gerolltes R ("r enrollada") se ha empleado por otros artistas como el humorista y barítono Max Raabe, que interpreta canciones de música popular contemporánea ambientándolas en el cabaret de los años 20, o Till Lindemann, cantante del grupo de metal industrial Rammstein. A este último se le llegó a acusar de usar la vibrante múltiple alveolar para imitar la pronunciación de Adolf Hitler. El cantante tuvo incluso que desmentirlo públicamente. [cita requerida]
En inglés se dan casos de vibrantes múltiples alveolares en zonas en las que se hablan los llamados dialectos róticos. Algunos hablantes pueden hasta llegar a exagerar la pronunciación como elemento diferenciador del inglés estándar.